# Anna Elisa De Gregorio
Anna Elisa De Gregorio (Siena, 9 febbraio 1942 – Ancona, 24 settembre 2020) è stata una poetessa e saggista italiana.

## Biografia
Nata a Siena da genitori originari della provincia di Benevento, Annibale De Gregorio e Rosetta Ventura, ha vissuto e lavorato ad Ancona, città in cui si è trasferita a sedici anni, fino alla sua morte per leucemia. Sposata con il giornalista Nello Bolognini, con il quale ha avuto la figlia Monica. Ha iniziato a pubblicare relativamente tardi, ma subito con successo: nel 2008 ha vinto il Premio Nazionale Haiku, patrocinato dall'Ambasciata del Giappone in Italia e dall'Istituto giapponese di cultura a Roma; nel 2010 il suo primo libro di poesie Le Rondini di Manet, prefazione di Alessandro Fo, nel 2011, grazie al premio Inedito Colline di Torino, ha pubblicato il suo secondo libro Dopo tanto esilio, prefazione di Davide Rondoni ("una raccolta di grande maturità che presenta indiscutibili gemme", scrive Alessandro Fo su Poesie),  nel 2013,grazie al DARS di Udine, una plaquette di poesie Corde de tempo, in dialetto anconetano, nel 2016 Un punto di biacca con una nota di Francesco Scarabicchi, nel dicembre del 2019 L'ombra e il davanzale, con testi poetici e haiku, arricchiti da illustrazioni di Francesco Pirro, nel settembre 2020 ci ha lasciato con un altro primo premio, quello nazionale di poesia in dialetto "Città di Ischitella". Alcuni suoi libri sono dedicati a suo marito Nello Bolognini, a sua figlia Monica e a suo nipote Sirio. Le sue poesie sono apparse in numerose riviste (Atelier, Poetarum Silva, BookBlister, La poesia e lo spirito, Poesia del nostro tempo, Versante ripido, ecc.) e hanno vinto numerosi e importanti premi letterari. Presente in numerose antologie, ha pubblicato saggi su riviste letterarie e blog: Poesia, Caffè Michelangiolo, Le Voci della Luna, Clandestino, Atelier, L'Immaginazione, Periferie, Nostro Lunedì, Poesia 2.0, Versante Ripido, Fili di Aquilone. Ha organizzato stage presso scuole e circoli culturali sulla poesia haiku. Tutte le raccolte poetiche pubblicate sono comprese nel libro, postumo, Poesie, a cura di Nello Bolognini e prefazione di Alessandro Fo, Edizioni affinità elettive, 2022.

## Opere

### Poesia
- Le Rondini di Manet, Firenze, Polistampa,2010.
- Dopo tanto esilio, Rimini, Raffaelli,2012.
- Corde de tempo, plaquette, Udine, DARS,2013.
- Un punto di biacca, Milano, La Vita Felice,2016.
- L'ombra e il davanzale, Macerata, Seri,2019.
- ‘Na giungla de cartò, Roma, Edizioni Cofine,2020.

### Saggistica
- Il soffio del Mistral, in Caffè Michelangiolo, anno XV,1, gennaio-aprile 2010
- La discrezione delle parole, in Fili d'Aquilone, n°28, ottobre-dicembre 2012
- La città del vento, di Ombretta Ciurnelli, in La Poesia e lo spirito,26 luglio 2013
- Leopardi a Trieste con Virgilio Giotti, Anna De Simone, in La Poesia e lo spirito, 19 febbraio 2016
- Co' e man monche, Fabio Franzin, in Periferie, 13 aprile 2011
- Un mistico della fabbrica, in Periferie, xv, n° 57, 2011
- Antonio Pozzi e la poesia che ci guarda, in Fili d'Aquilone, luglio /ottobre 2011
- Grumi di verità, sull'ultimo libro di Caterina Camporesi, in Fili d'Aquilone, gennaio/marzo 2016
- La poesia di Ombretta Ciurnelli, in Fili d'Aquilone aprile/giugno 2010
- La bellezza effimera, Roberto Pagan, in Periferie, 6 novembre 2018
- Case di poeti, Anna De Simone, in Periferie, 6 novembre 2018
- Solchi e Nodi Caterina Camporesi, in Farapoesia, 20 aprile 2010
- Appunti su "Nevicata", di Francesco Scarabicchi, in La poesia e lo spirito, Recensioni, 22 giugno 2013
- A lezione di poesia, di Luigi Socci, in La poesia e lo spirito, Recensioni,16 settembre 2016
- Appunti su "Dai campi di granoturco ai gelsomini", di Ombretta Ciurnelli, in La poesia e lo spirito, Recensioni,2 dicembre 2012
- "Pronta in bilico", di Natalia Paci, in La poesia e lo spirito, Recensioni, 31 ottobre 2012
- Rasulanne, di Marcello Marciani, in La poesia e lo spirito, Recensioni, 12 ottobre 2012

## Premi e onorificenze
Numerosi i premi assegnati alle sue opere e alle singole poesie. Se ne riportiamo alcuni:

### Opere
- Primo Premio Nazionale haiku, patrocinato dall'Ambasciata Giapponese e dall'Istituto giapponese di cultura (2008)
- Primo Premio L'arcobaleno della vita Sezione haiku (2009)
- Le Rondini di Manet, Premio Pisa, Opera Prima (2010) e 1º al Premio Contini Bonacossi (2011)
- Dopo tanto esilio, 1º al Premio Inedito Colline di Torino (2012), 1º al Premio Borgo di Alberona (2014) e finalista del Premio Gradiva New York (2013)
- Corde de tempo, 1º al Premio Elsa Buiese (2013)
- Un punto di biacca, finalista Premio Guido Gozzano (2016), nella terna del Premio Metauro (2016), segnalazione speciale Concorso di Poesia Città di Sant'Anastasia (2017), 3º al Premio Casentino (2017), 3º al Premio Antica Badia di San Savino (2016), finalista Premio Rubiana-Dino Campana (2017) e menzione speciale di merito Premio Don Luigi Di Liegro (2016),2° al Premio Internazionale "Michelangelo Buonarroti".
- L'ombra e il davanzale, medaglia d'onore la Premio Don Luigi Di Liegro (2020), segnalazione speciale Premio Lorenzo Montano (2022), segnalazione di merito al Premio Il litorale edizione 22 (2020),2° al Premio letterario Nazionale Etruria (2023)
- Na giungla de cartò, 1º al Premio Città di Ischitella-Pietro Giannone, 2020, 3º al Premio Città di Ischitella-Pietro Giannone (2019), 3º premio L'albero di rose (2022) e Premio Speciale alla Memoria al Concorso Pelasgo Grottamare (2022)

### Poesie singole
- Siamo brevi stazioni, isole erranti,1º al Premio Castelfiorentino (2013)
- Stazione di Bologna, 1º al Premio I Giorni delle Rose (2015)
- Ma c'è un'arte più tenera di questa lentezza? (Lattaia, di Jan Vermeer), 1º al Concorso Città di Sant'Anastasia (2016) e 2º al Concorso Città di Aqui Terme, Sez. E (2016)
- Disperazione e incanto (A Wislava Szymboska), 1º al Premio Giuseppe Malattia della Vallata (2018)

- Che fanno i vecchi tutto il giorno, 3º al Concorso Daniela Cairoli (2016)
- Il futuro non è più quello di una volta, 1º al Premio Poesia senza confine (2011) e 2º al Premio Agostino Venanzio Reali (2014)
- Come qualcosa che dura, medaglia d'onore al Premio Don Luigi Di Liegro (2019)
- Ho sognato di essere morta, 2º al Premio Letterario Internazionale Poesia Onesta (2020)
- Fruscio di foglie secche,1° al Premio letterario internazionale " Il vento dei calanchi" (2023)
- Calpestare l'erba,1° al Premio Letterario nazionale di poesia "Talia",Montemilione (2024)

## Poetica e critica letteraria
Hanno scritto della sua poetica e personalità molti autorevoli saggisti.
- Alessandro Fo su Poesie-Tutte le raccolte, che comprende tutte le opere edite di Anna Elisa De Gregorio, scrive: «Con Anna Elisa ha preso da noi congedo una poetessa di grande finezza, persona delicata, dolce, autenticamente e profondamente umana […]. Resta la sua poesia, semplice, diretta, disarmante nella sua dolente vicinanza ai nodi più intimi di ogni singola vita, con escursioni dall'umorismo brillante alla più calda pietas per le creature ferite». Su Le Rondini di Manet, scrive: «La raccolta di esordio di Anna Elisa De Gregorio meraviglia per la nitidezza e la maturità del timbro poetico. Un piccolo mondo privato ma universale, vi si raccoglie all'insegna di una composta naturalezza venata da morbido pathos».

- Davide Rondoni su Dopo tanto esilio scrive: «Non a caso aprendosi al segno di Caproni, e muovendosi nei campi dell'esilio e della diminuzione, il libro mi appare teso a qualcosa di essenziale e forte. Mai o quasi si ha qui l'impressione di trovarsi di fronte a un tranquillo deposito di riflessioni o di eventi. C'è una forza di presa diretta, c'è un ferirsi, una disponibilità. La voce è ben educata dalle più fortunate linfe della poesia contemporanea, abile nella sprezzatura e nella tessitura di un tono basso, colloquiale a tratti, ma vivido».

- Manuel Cohen su RebStein[3],11 giugno 2014, a proposito di "Corde de tempo", scrive: «Riannodare i fili, le "corde de tempo", tra passato e presente, si fa imperativo nell'epoca della totale perdita di memoria, nella più oscura fase di precarietà e impermanenza. Anna Elisa De Gregorio segue le ragioni della propria scrittura, mai slegate dalle più intime ragioni dell'esistenza, con particolare garbo, con sguardo complice e partecipe della vita, mai giudicante o impostato, con quella particolare, centro-appenninica e adriatica, lezione di civiltà: di umanesimo».

- Francesco Scarabicchi su Un punto di biacca scrive: «[…] una partitura in cui abitano le parole (il loro compito, il fare luce col suono) alle quali è affidato quel che resta dentro il precipitare e lo sparire, nulla che ha il suo sosia in niente. La lingua del lessico è un "sommesso" che si accosta all'ascolto come volesse confidare un segreto, l'impronta vocale delle scrittura che conserva e trattiene quel che è possibile e necessario ("Volontà di salvezza delle cose"), precarietà del mondo che vacilla a ogni istante».

- Maria Grazia Calandrone su "L'ombra e il davanzale" scrive: «La leggerezza che si respira e ispira anche le prime pagine di questo bel volumetto è la stessa che alla fine si scioglierà nella serie di haiku che lo conclude. Lo sguardo di De Gregorio abbraccia il lombrico insieme al genio della letteratura (Kazuo Ishiguro),con uno stile originalissimo e molto mobile, che coglie di sorpresa a ogni voltare di pagina».